# Merremia verecunda
Merremia verecunda är en vindeväxtart som beskrevs av John Gilbert Baker och Rendle. Merremia verecunda ingår i släktet Merremia och familjen vindeväxter. Inga underarter finns listade i Catalogue of Life.